# Майер, Карл Леопольд
Карл Леопольд Мориц Майер (нем. Karl Leopold Moritz Mayer; 9 октября 1880, Берлин — 5 июня 1965, Баден-Баден) — немецкий поэт и юрист, муниципальный деятель. Отец дирижёра Томаса Майера.
Родился в еврейской семье, занимавшейся виноторговлей, однако в 1904 году перешёл в протестантизм. Изучал юриспруденцию в Бонне, Мюнхене и Берлине, защитил докторскую диссертацию в Лейпцигском университете (1902). В 1909—1913 гг. младший судья в Берлине, с 1914 г. судья в Шарлоттенбурге, затем на военной службе. С 1919 г. в Потсдаме советник городской управы, с 1926 г. старший советник Берлинского полицейского управления. В 1928—1933 гг. вице-бургомистр Потсдама.
Опубликовал поэтические сборники «В мундире» (нем. In Waffenrock), «О героях, нищих и Христе: Баллады и картины» (нем. Von helden, bettlern und Christus; 1910), «Облака» (нем. Die Wolken; 1920), «Потсдамские миниатюры» (нем. Potsdamer Miniaturen; 1922), «Поэт Чанг-цы» (нем. Der Dichter Tschang-Tsi; 1932), а также драму в стихах «Похищение Европы» (нем. Der Raub der Europa; 1913) — притчу о пробуждении Европы под действием пробудившейся сексуальной энергии. Составил антологию «Бисмарк в немецкой поэзии» (1913).
После прихода к власти нацистов был лишён докторской степени и государственной пенсии. В 1939 году эмигрировал в Уругвай, жил в Монтевидео. С 1944 г. сотрудничал с выходившей в Аргентине немецкой газетой Argentinisches Tageblatt. В 1957 г. вернулся в Германию.